# Windows 10X
Windows 10X è un'edizione annullata di Windows 10, una versione principale della serie di sistemi operativi Microsoft Windows. Annunciato da Microsoft il 2 ottobre 2019, è stato inizialmente sviluppato come sistema operativo per supportare i dispositivi dual-screen, come l'inedito Surface Neo. Il rilascio di 10X era previsto per il 2020; tuttavia, nel maggio 2021 Microsoft ha annunciato la cancellazione del progetto. Tuttavia, alcune funzionalità e modifiche al design rispetto a 10X sono state integrate nel nuovo Windows 11.
Sebbene il sistema operativo fosse stato originariamente progettato per dispositivi a doppio schermo, Windows 10X ha spostato il suo target sui dispositivi a schermo singolo nel 2020 a causa della crescente domanda di computer tradizionali dovuta alla pandemia di COVID-19.

## Caratteristiche

### Novità e cambiamenti
Windows 10X ha introdotto importanti modifiche alla shell di Windows, abolendo i componenti legacy a favore di nuove esperienze utente e maggiore sicurezza, oltre ad alcune notevoli modifiche al design, che sono state integrate in Windows 11:
- La barra delle applicazioni è ora centrata. Ha tre diverse dimensioni: piccola, destinata ai computer desktop controllati dal mouse, mentre media e grande sono destinate ai computer touch.[5]
- La barra delle applicazioni viene automaticamente nascosta ed è possibile fare clic/toccare per visualizzarla.
- Nuovo menu Start: Microsoft ha ridisegnato il menu Start concentrandosi sulla produttività, con la casella di ricerca ora in alto invece che nella barra delle applicazioni come in altre edizioni di Windows 10, così come una sezione di app aggiunte che è il successore del Live Tiles di altre edizioni di Windows 10 e 8.
- Il Centro operativo è stato rinominato "Impostazioni rapide" e riprogettato.[6] I controlli di rete/Internet, i controlli del volume e le opzioni di risparmio energia sono stati spostati in Impostazioni rapide. Esiste anche un'area per controllare le notifiche e controllare la riproduzione della musica da un'app specifica.
- I bordi delle finestre sono stati arrotondati.
- La configurazione out-of-box è stata aggiornata per adattarsi meglio alla nuova interfaccia utente di 10X, con un design più moderno, inoltre Cortana non è più una funzionalità integrata.
- L'interfaccia utente predefinita ora utilizza un tema più chiaro che scuro.
- Miglioramenti di Windows Update: il metodo Windows Update è stato migliorato per essere completato più velocemente. Gli aggiornamenti delle funzionalità ora vengono installati automaticamente in background e si riavvieranno solo quando richiesto.
- Sicurezza migliorata: Windows 10X introduce un nuovo sistema di sicurezza denominato "Separazione degli stati"; invece di installare ogni file (inclusi quelli dell'utente, del sistema, delle applicazioni, ecc.) in un'unica partizione accessibile, che consente agli aggressori e al malware di accedere facilmente ai file di sistema, 10X installa il sistema, l'applicazione e altri file importanti in una partizione di sola lettura, lasciando i file utente in una partizione separata e accessibile. Pertanto, gli utenti e le app possono accedere solo ai file nella partizione utente.

## Cancellazione
Nel maggio 2021, Microsoft ha annunciato che 10X era stato cancellato, ma le nuove funzionalità e modifiche al design sarebbero state integrate in altri prodotti Microsoft (come Windows 11).